# نبرد شوشتر
نبرد شوشتر یا جنگ شوشتر، به یکی از رشته جنگ‌های حملهٔ مسلمانان به ایران که در سال ۱۷ هجری بین  ارتش ایران و مسلمانان در شوشتر به وقوع پیوسته‌است، اشاره دارد.

## پیشینهٔ جنگ
یک‌سال پس از جنگ قادسیه و جنگ مداین، شهر تیسفون که تا آن زمان پایتخت ایران به‌شمار می‌آمد، مقر سپاه مسلمانان گشت. پس از این جنگ مسلمانان به فکر لشگرکشی به سرزمین اصلی خوزستان افتادند. در این زمان بخش زیادی از زمین‌های خوزستان در تصرف هرمزان یکی از اشراف‌زادگان ساسانی بود که مورد حمایت یزدگرد سوم قرارداشت و پس از شکست از لشگریان عرب به قلعه رامهرمز عقب‌نشینی کرده بود. یزدگرد سوم گمان می‌کرد کماکان می‌توان به مقابله با لشکر مهاجم برخاست و سرزمین‌های اشغال شده را بازپس گرفت. اما هرمزان در نهایت شکست خورد و تقاضای صلح نمود که این تقاضا به شرط پرداخت جزیه مورد قبول اعراب قرار گرفت. هرچند پس از مدتی کوتاه با ممانعت از پرداختن جزیه توسط هرمزان صلح شکسته شد و دوباره جنگ درگرفت. پس از شکست هرمزان از لشگریان عرب، قلعه رامهرمز تسخیر گردید و لشگریان همراه وی که حدود ۹۰۰ نفر آنان کشته شده و ۶۰۰ نفر نیز اسیر گشته و سرانجام اعدام می‌شدند به قلعه شوشتر عقب‌نشینی نمودند. آنان قلعه شوشتر را به‌دلیل استحکام و وجود موانع طبیعی به عنوان مرکز نظامی قرار دادند.

## جنگ شوشتر
در جنگ شوشتر فرماندهٔ لشکر ساسانیان، هرمزان و لشکر مسلمانان ابوموسی اشعری بود. مسلمانان در چند مرحله جنگیدن موفق شدند شوشتر را (احتمالاً در سال ۲۰هجری) فتح کنند. ابتدا در خارج از شوشتر به موانع مصنوعی که ساسانیان کار گذاشته بودند برخوردند. سپس در یک جنگ نفس گیر در خارج از شوشتر دو طرف کاری از پیش نبردند و ایرانیان به داخل شهر گریختند و مسلمانان مدت‌ها پشت حصار شهر به محاصره شهر پرداختند. در نهایت پیرمردی که نسبت به او و ساکنان دیگر شهر توسط ارتش ساسانی و هرمزان ظلم و ستم شده بود از راه مخفی به بیرون شهر رفته و بعد از مسلمان شدن خود و خانواده، راه‌های ورود و حمله به شهر را به لشکر مسلمانان نشان داد. به‌سبب این کمک شوشتر به دست مسلمان‌ها فتح شد. با ورود مسلمانان به اینسوی حصارهای شهر، هرمزان به داخل قلعه‌ای در درون شهر فرار می‌کند و پس از مدتی مقاومت، هرمزان با شرط امان یافتن، تسلیم می‌شود. ابوموسی هم پذیرفت که او را نکشد و به مدینه نزد خلیفهٔ دوم عمر الخطاب فرستاد. در مدینه چنان‌که مشهورست خلیفه عمر بعد از دیدن طوبه هرمزان و قول او بر عدم جنگ با مسلمانان او را عفو می‌کند هرمزان را می‌بخشد و به او اجازه کار در مدینه را می‌دهد. پس از واقعهٔ کشته شدن خلیفهٔ دوم عمر، هرمزان به علت آن که در قتل عمر الخطاب دست داشته‌است، به دست عبیدالله پسر عمر کشته شد. با اسارت و شکست هرمزان، نوبت به فتح جندی شاپور رسید. جندی شاپور به صلح گشوده شد و بدینگونه خوزستان به‌دست مسلمین بصره افتاد.
مردم وقتی از تهاجم قریب‌الوقوع اعراب با خبر شدند؛ خارهای سه پهلوی آهنین بسیار ساختند و در صحرا پاشیدند. چون قشون اسلام به آن حوالی رسیدند؛ خارها به دست و پای ایشان بنشست؛ و مدتی در آنجا توقف کردند.پس از تصرف شوشتر؛ سپاه اسلام در شهر به قتل و غارت پرداختند و آنانی را که از پذیرفتن اسلام خودداری کرده بودند گردن زدند.